# Tablilla de los destinos
En la mitología de la Mesopotamia, la Tablilla de los destinos  (sumerio: 𒁾𒉆𒋻𒊏 dub namtarra; acadio: ṭup šīmātu, ṭuppi šīmāti) se concibió como una tablilla de arcilla con escritura cuneiforme, también impresa con sellos cilíndricos, que, como un documento legal permanente, le confiere al dios Enlil su autoridad suprema como gobernante del universo.
En el poema sumerio Ninurta y la tortuga es el dios Enki, en lugar de Enlil, quien tiene la tablilla. Tanto este poema como el poema acadio Anzû comparten la preocupación por el robo de la tablilla por el pájaro Imdugud (sumerio) o Anzû (acadio). Supuestamente, quienquiera que poseyera la tableta gobernaba el universo. En el Enuma Elish babilónico, Tiamat otorga esta tablilla a Kingu y le da el mando de su ejército. Marduk, el campeón elegido por los dioses, luego pelea y destruye a Tiamat y su ejército. Marduk reclama la Tablilla de los destinos para sí mismo, fortaleciendo así su dominio entre los dioses.